# Balla (come la domenica)
Balla (come la domenica) è un singolo del cantautore italiano Deddy, pubblicato il 19 maggio 2023.

## Descrizione
Il brano, scritto dallo stesso cantautore con Davide Scarpulla, Emanuele Cozzi (entrambi membri dell'ex duo musicale Paps'n'Skar), Massimo Perini, Simone Ermacora e Walter Ferrari, è prodotto da Simon Says!. Esso riprende un sample del brano del 2006 Balla dei Paps'n'Skar, anno in cui l'Italia ha vinto i mondiali di calcio.

## Video musicale
Il video musicale, diretto da Emiliano Vaccariello, è stato pubblicato in concomitanza all'uscita del brano attraverso il canale YouTube del cantautore.

## Tracce
Testi e musiche di Dennis Rizzi, Davide Scarpulla, Emanuele Cozzi, Massimo Perini, Simone Ermacora e Walter Ferrari.
1. Balla (come la domenica) – 2:46